# European Pressphoto Agency
Die European Pressphoto Agency, kurz EPA, seit 2022 unter dem Markennamen EPA Images aktiv, ist eine internationale Bildnachrichtenagentur. Sie ist ein Zusammenschluss elf europäischer Bildagenturen und vertreibt Pressefotos weltweit.
Die EPA wurde im Jahr 1985 in Den Haag von sieben europäischen Nachrichtenagenturen gegründet. Gründungsmitglieder waren Agence France-Presse (AFP, Frankreich), Algemeen Nederlands Persbureau (ANP, Niederlande), ANOP (jetzt Lusa Agência de Notícias de Portugal, Portugal), Agenzia Nazionale Stampa Associata (ANSA, Italien), Belga (Belgien), Deutsche Presse-Agentur (dpa, Deutschland) und Agencia EFE (Spanien). Offizieller Beginn des Dienstes war der 1. Januar 1985. Das ursprüngliche Ziel war die Versorgung des europäischen Marktes mit Pressebildern hoher Qualität, hervorgerufen durch steigende Nachfrage der verschiedenen Kunden, wie Zeitungen, Zeitschriften und Fernsehen. 2003 stieg EPA weltweit in den Bildermarkt ein und betreibt seitdem, neben dem aktuellen Bilderdienst, ein Fotoarchiv mit über 10 Millionen Fotos. Täglich erweitert EPA Images sein Angebot um rund 2.000 Bilder.
400 Fotografen, eigene sowie von den verschiedenen Partneragenturen, arbeiten weltweit für die Agentur. Die Bilder werden in der Zentrale Frankfurt bearbeitet und an die Kunden geliefert. Der Bilderdienst umfasst Nachrichtenfotos aus Politik, Sport, Wirtschaft, Finanzen sowie Kunst, Kultur und Unterhaltung.
Im Jahr 2003 schied AFP als Aktionär und Hauptlieferant des außereuropäischen Bildmaterials aus. EPA wurde daraufhin neu strukturiert. Heute besteht die Agentur aus folgenden Aktionären (Stand 2023):
- Athens News Agency – Macedonian Press Agency (ANA-MPA) in Griechenland

- Algemeen Nederlands Persbureau (ANP) in den Niederlanden
- Agenzia Nazionale Stampa Associata (ANSA) in Italien
- Agencia EFE in Spanien

- Keystone in der Schweiz

- Lusa – Agência de Notícias de Portugal in Portugal
- Magyar Távirati Iroda (mti) in Ungarn
- Polska Agencja Prasowa (pap) in Polen

In direkter Konkurrenz zur EPA stehen die Bilderdienste von The Associated Press, Thomson Reuters und AFP/Getty Images.